# John H. Lawrence
John Hundale Lawrence (Canton, 7 de janeiro de 1904 — Berkeley, 7 de setembro de 1991) foi um físico e médico americano mais conhecido pelo seu pioneirismo no campo da medicina nuclear.
Estudou na Universidade da Dakota do Sul e na Harvard Medical School, onde obteve seu M.D.. Trabalhou ao lado de seu irmão, o físico vencedor do Nobel Ernest Lawrence, no Laboratório Nacional de Lawrence Berkeley, onde contribuiu com descobertas no tratamentos para a leucemia e policitemia no cíclotron. Recebeu o Prêmio Enrico Fermi em 1983, além de diversas distinções.

## Vida
John Hundale Lawrence nasceu em Canton, Dakota do Sul. Seus pais, Carl Gustavus e Gunda Regina (nascida Jacobson) Lawrence, eram ambos descendentes de imigrantes noruegueses que se conheceram enquanto lecionavam na escola secundária em Canton, onde seu pai era também o superintendente das escolas. Seu irmão era o físico Ernest Lawrence. Ele frequentou a faculdade na Universidade da Dakota do Sul antes de obter seu diploma de M.D. da Harvard Medical School. Ele foi premiado com uma Bolsa Guggenheim em física em 1957.

## Carreira
Ele tinha uma associação de longo prazo com a Universidade da Califórnia em Berkeley e trabalhou no Laboratório Nacional de Lawrence Berkeley. Lá ele descobriu tratamentos para a leucemia e policitemia, injetando ratinhos infectados com fósforo radioativo derivados do cíclotron inventado por seu irmão, o ganhador do Nobel de Física Ernest Lawrence.
O trabalho de Lawrence com pacientes com câncer atraiu o interesse de William Donner, um industrial e filantropo da Filadélfia, cujo filho tinha morrido de câncer. Donner contribuiu com fundos para a construção do Laboratório Donner, no canto nordeste do Campus de Berkeley que foi dedicado em 1942. Em junho do mesmo ano, ele se casou com Amy McNear Bowles, filha de George McNear Bowles, Sr. e Beatrice (Nickel) Bowles de São Francisco.
John Lawrence recebeu o Prêmio Enrico Fermi em 1983. Também recebeu títulos honoris causa da Universidade da Dakota do Sul, Universidade de Bordeaux e da Universidade Católica da América. Foi condecorado com a Medalha Caldwell da American Roentgen Ray Society; a Medalha MacKenzie Davidson do Instituto Britânico de Radiologia; uma medalha do Papa Pio XII; a Medalha de Prata da Universidade de Bordeaux; a Cruz de Prata da Real Ordem Grega da Fênix e com a Medalha Pasteur do Instituto Pasteur de Paris.
Era um sobrevivente do naufrágio do transatlântico SS Athenia em 1939.